# Маркус Гейберг
Ма́ркус Сне́ве Ге́йберґ (норв. Markus Snøve Høiberg, нар. 6 червня 1991, Оппдал, Норвегія) — норвезький керлінгіст, учасник зимових Олімпійських ігор (2014). Переможець та срібний призер чемпіонатів Європи з керлінгу. Ведуча рука — права.

## Життєпис
Маркус Сневе Гейберг народився у норвезькому місті Оппдал. Займатися керлінгом почав за прикладом батька, Стіга Гейберга, що був відомим норвезьким керлінгістом, а згодом очолив жіночу збірну країни з керлінгу.
У лютому 2014 року Маркус у складі збірної Норвегії взяв участь в зимових Олімпійських іграх у Сочі, що стали для нього першими в кар'єрі. З 9 проведених на у попередньому етапі матчів норвежцям, як і збірній Великої Британії, вдалося перемогти в п'ятьох, внаслідок чого ці команди провели додаткову гру за право участі у плей-оф, в якій норвежці поступилися з рахунком 5-6. Сам же Гейберг, перебуваючи у статусі запасного, на майданчику жодного разу не з'явився, тож його участь у Олімпіаді можна вважати формальною.

## Виступи на Олімпійських іграх
| Змагання                     | Місто | Місце | % кидків |
| ---------------------------- | ----- | ----- | -------- |
| Зимові Олімпійські ігри 2014 | Сочі  | 5     | -        |